# میلوچای
میلوچای (به صربی: Miločaj) یک منطقهٔ مسکونی در صربستان است که در کرالیفو واقع شده‌است.